# Pontiothauma
Pontiothauma là một chi ốc biển, là động vật thân mềm chân bụng sống ở biển trong họ Conidae.

## Các loài
Các loài thuộc chi Pontiothauma bao gồm:
- Pontiothauma abyssicola Smith E. A., 1895[2]
- Pontiothauma archibenthalis (Melvill & Standen, 1907)[3]
- Pontiothauma hedleyi Dell, 1990[4]
- Pontiothauma minus Smith E. A., 1906[5]
- Pontiothauma mirabile Smith E. A., 1895[6]
- Pontiothauma pacei Smith E. A., 1906[7]
- Pontiothauma viridis (Okutani, 1966)[8]